# ويليام د. ماثيوز
ويليام د. ماثيوز (بالإنجليزية: William D. Matthews) هو مناهض العبودية ‏ أمريكي، ولد في 25 أكتوبر 1829 في ماريلند في الولايات المتحدة، وتوفي في 2 مارس 1909 في ليفنوورث في الولايات المتحدة.